# ジョン・ノール
ジョン・ノール（John Knoll、1962年10月6日 - ）はインダストリアル・ライト&マジックに所属する映画のVFXスーパーバイザーである。

## 人物
『パイレーツ・オブ・カリビアン/デッドマンズ・チェスト』でアカデミー視覚効果賞を受賞。
高校時代にILMを見学した事がきっかけで、南カリフォルニア大学映画学部を卒業後、モデラーとしてILMに入社。初期は模型撮影を担当していたが、趣味であったコンピューターを生かしての視覚効果を開発して映画美術の飛躍に貢献した。画像処理ソフトのAdobe Photoshopを兄のトーマス・ノールと共同開発した事でも有名。

## フィルモグラフィ
- ゴールデン・チャイルド The Golden Child (1986) - アニメーションカメラオペレーター
- インナースペース Innerspace  (1987) - アニメーションカメラオペレーター
- ウィロー Willow (1988) - アニメーションカメラオペレーター
- アビス The Abyss (1989) - CGスーパーバイザー
- レッド・オクトーバーを追え! The Hunt for Red October (1990) - 視覚効果スーパーバイザー補佐
- フック Hook (1991) - 視覚効果スーパーバイザー補佐
- スタートレック ジェネレーションズ Star Trek: Generations (1994) - 視覚効果スーパーバイザー
- ミッション・インポッシブル Mission:Impossible (1996)  - 視覚効果スーパーバイザー
- スタートレック ファーストコンタクト Star Trek: First Contact (1996) - 視覚効果スーパーバイザー
- スター・ウォーズ エピソード4/新たなる希望 特別編 Star Wars Episode IV A New Hope Special Edition (1997) - 視覚効果スーパーバイザー
- スター・ウォーズ エピソード6/ジェダイの帰還 特別編 Star Wars Episode VI Return of the Jedi Special Edition (1997) - 視覚効果スーパーバイザー
- スター・ウォーズ エピソード1/ファントム・メナス Star Wars Episode I: The Phantom Menace (1999) - 視覚効果スーパーバイザー
- ディープ・ブルー Deep Blue Sea (1999) - 視覚効果スーパーバイザー
- ミッション・トゥ・マーズ Mission to Mars (2000) - 視覚効果スーパーバイザー
- スター・ウォーズ エピソード2/クローンの攻撃 Star Wars Episode II: Attack of the Clones (2002) - 視覚効果スーパーバイザー
- パイレーツ・オブ・カリビアン/呪われた海賊たち Pirates of the Caribbean: The Curse of the Black Pearl (2003) - 視覚効果スーパーバイザー
- スター・ウォーズ エピソード3/シスの復讐 Star Wars Episode III: Revenge of the Sithp (2005) - 視覚効果スーパーバイザー
- パイレーツ・オブ・カリビアン/デッドマンズ・チェスト Pirates of the Caribbean: Dead Man's Chest (2006) - 視覚効果スーパーバイザー
- パイレーツ・オブ・カリビアン/ワールド・エンド Pirates of the Caribbean: At World's End (2007) - 視覚効果スーパーバイザー
- スピード・レーサー Speed Racer (2008) - 視覚効果スーパーバイザー
- お買いもの中毒な私! Confessions of a Shopaholic (2009) - 視覚効果スーパーバイザー
- ハリー・ポッターと謎のプリンス Harry Potter And The Half-Blood Prince (2009) - デジタル・アーティスト
- アバター Avater (2009) - 視覚効果スーパーバイザー
- SUPER8/スーパーエイト Super 8 (2011) - デジタル・アーティスト
- ランゴ Rango (2011) - 視覚効果スーパーバイザー
- ヒューゴの不思議な発明 Hugo (2011) - 視覚効果スーパーバイザー
- ミッション:インポッシブル/ゴースト・プロトコル Mission: Impossible – Ghost Protocol (2011) - 視覚効果スーパーバイザー
- パシフィック・リム Pacific Rim (2013) - 視覚効果スーパーバイザー
- ローグ・ワン/スター・ウォーズ・ストーリー Rogue One: A Star Wars Story (2016) - 原案・製作総指揮・視覚効果スーパーバイザー